# Тейлор, Эл
Эл Тейлор (англ. Al Taylor, 1948—1999) — американский художник.

## Биография
Эл Тейлор родился в 1948 в Спрингфилде, Миссури, учился в Художественном институте Канзас-Сити. Он переехал в Нью-Йорк в 1970, где жил и работал до своей смерти в 1999. Его первая персональная выставка прошла в 1986 в Галерее Alfred Kren в Нью-Йорке. Работы Тейлора демонстрировались на многочисленных выставках в Америке и Европе, находятся в коллекциях Музея современного искусства в Нью-Йорке, Музее изобразительных искусств в Бостоне; Музее изобразительных искусств в Хьюстоне, Центре Помпиду в Париже; Walker Art Center в Миннеаполисе; Staatliche Graphische Sammlung в Мюнхене; Музее Уитни в Нью-Йорке.

## Творчество
В 1980 Тейлор отправился в Африку, в путешествие, которое оказало сильное влияние на его работу и карьеру. Эта поездка научила Тейлора обходиться подручными материалами и важности использования элементов юмора в искусстве. После возвращения в США, финансовая необходимость в сочетании с тем, что он узнал в Африке, подтолкнула Тейлора создавать «конструкции» из подручных средств. Эти новые работы были показаны на его первой выставке в галерее в 1986.
Тейлор не видел разницы между своими трехмерными работами и рисунками, избегал термина «скульптура» для своих конструкций, считая их чем-то вроде «рисунков в пространстве». Тейлор собирал свои работы из нетрадиционных материалов (включая такие элементы, как ручки метел, проволока, столярные отходы и другие найденные предметы) в деликатные конструкции, которые предполагали множество точек зрения.